# Svesing Kirke
Svesing Kirke er en sognekirke i Svesing få kilometer ud for Husum i Sydslesvig. 
Kirken er opført som kampestenkirke i romansk stil med skib og kor fra omtrent år 1200. Kirkens tykke mure henviser til kirkens funktion som forsvarskirke. Senere blev kirken udvidet med et gotisk vesttårn og et sydvendt våbenhus. Mens skibet har bjælkeloft, er koret udstyret med krydsribbehvælv. Udsmykningen af korbuen er sengotisk i lighed med altertavlen. Den enkle, romanske granitdøbefont er formodentlig fra 1200-tallet Krucifikset er fra 1623. Kirken var i katolsk tid viet til Apostlen Andreas.
Menigheden hører til Nordfrislands kirkekreds i den nordtyske evangelisk-lutherske landskirke.